# Карецкас, Пятрас Ионович
Пятрас Ионович Карецкас — советский хозяйственный, государственный и политический деятель.

## Биография
Родился в 1906 году в селе Науяместье Паневежского уезда. Член КПСС с 1940 года.
С 1926 года — на хозяйственной, общественной и политической работе. В 1926—1966 гг. — на хозяйственной работе в Шяуляе, заместитель председателя Шяуляйского городского Совета, участник Великой Отечественной войны, комиссар 16-й стрелковой Литовской дивизии, первый секретарь Шяуляйского городского комитета ВКП(б), председатель Вильнюсского городского Совета, на хозяйственной работе в городе Вильнюсе.
Избирался депутатом Верховного Совета СССР 1-го, 2-го и 3-го созывов.
Умер в Вильнюсе в 1971 году.